# Dirk Hanneforth
Dirk Hanneforth (* 1953) ist ein deutscher Pädagoge sowie Spiele- und Buchautor.

## Werdegang
Seit 1979 arbeitete er als Lehrer an der Johannes-Rau-Schule (Ganztagshauptschule, ehemals Adolf-Reichwein-Schule) in Bielefeld-Sennestadt, die er seit 2003 auch leitete. 2018 ging er in den Ruhestand. Dort hat er 1979 bzw. 1983 die Projekte „Spieliothek“ (Spielausleihe), „Spielcasino“ (Schüler-Spiel-Zeitung) und „Spielversand in Schülerhand“ (Schülerfirma) initiiert.
Seit 1981 hat er – häufig im Team mit Hajo Bücken – eine Vielzahl von Spielen entwickelt und Bücher zum Thema Spiele veröffentlicht.